# Matosinhos e Leça da Palmeira
Matosinhos e Leça da Palmeira (llamada oficialmente União das Freguesias de Matosinhos e Leça da Palmeira) es una freguesia portuguesa del municipio de Matosinhos, distrito de Oporto.

## Historia
Fue creada el 28 de enero de 2013 en aplicación de una resolución de la Asamblea de la República de Portugal promulgada el 16 de enero de 2013 con la unión de las freguesias de Leça da Palmeira y Matosinhos, pasando su sede a estar situada en la antigua freguesia de Matosinhos.

## Demografía
| Gráfica de evolución demográfica de Matosinhos e Leça da Palmeira entre 2011 y 2021 |
|                                                                                     |
| Datos según el nomenclátor publicado por el INE portugués.                          |